# Bataille de Melitopol
Pour l'opération de 1943, voir Offensive de Melitopol.
Pour un article plus général, voir Offensive de Kherson.
Invasion de l'Ukraine par la Russie de 2022
Batailles
Offensive de Kiev (Jytomyr, Kiev) : 
- 1re Hostomel
- Tchernobyl
- Ivankiv
- Kiev
- 2e Hostomel
- Vassylkiv
- Boutcha
- Irpin
  - Bombardement de réfugiés
- Jytomyr
- Mochtchoun
- Makariv
- Brovary

Offensive du Nord (Tchernihiv, Soumy) :
- Hloukhiv
- Slavoutytch
- Bombardements
- Soumy
- Trostianets
- Tchernihiv
- Okhtyrka
- Lebedyn
- Konotop
- Romny
- Desna
- Escarmouches frontalières

Russie  (Briansk, Belgorod) :
- Incursions en Russie occidentale
  - Oblast de Briansk
  - Oblasts de Belgorod et de Koursk
    - Incursions de 2024

  - Bombardement de Belgorod
- Oblast de Koursk (août 2024)

Campagne de l'Est (Donetsk, Louhansk, Kharkiv)
Kharkiv :
- 1re Kharkiv
  - Tchouhouïv
  - Bombardements : en février
  - en mars
  - en avril
  - du bâtiment administratif
- Izioum
- 2e Kharkiv
  - Balaklia
  - 1re Koupiansk
  - Chevtchenkove
- 3e Kharkiv

Nord du Donbass:
- Starobilsk
- Sloviansk
  - Dovhenke
  - 1re Lyman
  - Sviatohirsk
  - Bohorodychne et Krasnopillia
  - Bombardements : Bilohorivka
  - Kramatorsk
- Sievierodonetsk
  - Kreminna
  - Donets
  - Roubijné
  - Popasna
  - Tochkivka
  - Massacre
- Lyssytchansk
- 2e Kharkiv
  - Balaklia
  - 1re Koupiansk
  - Chevtchenkove
  - 2e Lyman
- Oblast de Louhansk
  - Ligne Svatove-Kreminna
  - Serebryansky
  - 2e Koupiansk

 Centre du Donbass:
- Horlivka
- Popasna
- Svitlodarsk
- Bakhmout
  - Soledar
- Siversk
- Tchassiv Iar
- Toretsk

Sud du Donbass :
- Volnovakha
- Marioupol
  - Bombardements : de l'hôpital
  - du théâtre
  - de l'école d'art
- Pisky
- Vouhledar
  - Pavlivka
- Marïnka
- Contre-offensive de 2023
- Avdiïvka
- Novomykhaïlivka
- Pokrovsk
  - Krasnohorivka
  - Toretsk
- Bombardements :
- Makiïvka
- Donetsk

Campagne du Sud (Mykolaïv, Kherson, Zaporijjia)
- 1re Kherson
- Odessa
- Melitopol
- Mykolaïv
  - Bombardements : à fragmentation
  - du bâtiment administratif
- 1re Berdiansk
- Zaporijjia
- Tchornobaïvka
- Enerhodar
- Voznessensk
- Houliaïpole
- Davydiv Brid
- 2e Berdiansk
- Nova Kakhovka
- 2e Kherson
  - Doudtchany
- Dniepr
- Tchoulakivka
- Contre-offensive de 2023
  - Robotyne

Frappes aériennes dans l'Ouest et le Centre de l'Ukraine
- Lviv (02/2022)
- Vinnytsia (03/2022)
- Yavoriv (03/2022)
- Deliatyne (03/2022)
- Dnipro

Guerre navale
- Île des Serpents (02/2022)
- Moskva (04/2022)

Attaques en Crimée
- Novofedorivka (08/2022)
- Djankoï (08/2022)
- Pont de Crimée (10/2022)
- Base navale de Sébastopol (10/2022)
- Pont de Crimée (07/2023)
- Base navale de Sébastopol (09/2023)

Débordement
- Aéroport de Millerovo
- Sabotages en Russie
- Attaques en Transnistrie
- Sabotage des gazoducs Nord Stream
- Terrain d'entraînement militaire de Soloti
- Explosions en Pologne
- Bases aériennes de Dyagilevo et Engels-2
- Base aérienne de Minsk-Matchoulichtchi
- Crise russo-moldave de 2023
  - Accusations de tentative de coup d'État en Moldavie
- Incident de drone de 2023 en mer Noire
- Rébellion du groupe Wagner

Massacres
- Tchernihiv
- Boutcha
- Borodianka
- Olenivka
- Izioum

La bataille de Melitopol est une bataille survenue le 25 février 2022 entre les forces armées ukrainiennes et russes près de Melitopol (dans le sud de l'Ukraine), dans le cadre de l'invasion russe de l'Ukraine de 2022. Elle constitue une étape de la campagne russe du sud de l'Ukraine et s'achève sur une victoire russe, avec la prise de ville.

## Bataille
Le 25 février 2022, à 10 h 30 (UTC+2) , les forces russes entrent dans Melitopol. Selon le gouverneur (en) de l'oblast de Zaporijjia Oleksandr Staroukh, la ville devient rapidement le théâtre de combats urbains intensifs et de bombardements d'immeubles résidentiels. Selon des sources non officielles, le bâtiment abritant le conseil municipal local (uk) fait lui-même les frais d'un bombardement. Rapidement des captures d'écran, d'images de caméra montrant des chars roulant sur la rue principale de la ville commencent à faire leur apparition. Plus tard dans la journée, les autorités municipales, confrontées à cette situation, acceptent de remettre la ville aux Russes. La base aérienne de Melitopol est aussi conquise.

## Occupation et suites
Le 10 mars, des habitants de Melitopol manifestent dans la rue contre l'occupation de leur ville par la Russie. Des scènes similaires sont observées dans d'autres villes occupées.
Le 11 mars, vers 15 h 45 (UTC+2), alors qu'il se trouve au centre de crise pour gérer les problèmes d'approvisionnement, le maire de Melitopol, Ivan Fedorov, est arrêté par des employés du ministère de la Sécurité d'État de la république populaire de Lougansk (RPL) qui lui placent un sac plastique sur la tête. Cette arrestation intervient dans le cadre d'une procédure judiciaire ouverte par le bureau du procureur général de la RPL pour « activités terroristes ». Il est notamment reproché au maire d'avoir « fourni une aide financière [...] à l'organisation nationaliste interdite Secteur droit pour commettre des actes terroristes et des crimes contre la population civile des républiques populaires de Donetsk et de Lougansk ».
Le 12 mars, le président ukrainien Volodymyr Zelensky demande au chancelier allemand Olaf Scholz et au président français Emmanuel Macron de l'aider à obtenir la libération du maire de Melitopol, tandis que des milliers de personnes défilent devant la mairie de la ville pour exiger la même chose. La coordinatrice du mouvement de protestation, Olga Hayssoumova, est interpellée par la Garde nationale russe à cette occasion. 
Pour gérer la ville, les occupants font appel à la conseillère municipale d'opposition Halyna Danyltchenko (en) (élue du parti prorusse Plateforme d'opposition - Pour la vie) qui devient maire de Melitopol par intérim. Cette dernière abolit le conseil municipal (uk), qui ne reconnaît pas son autorité, et annonce son remplacement par un « comité des députés du peuple ». S'adressant par vidéo à ses administrés, elle leur demande de s'adapter à « la nouvelle réalité » et de s'abstenir d'« actions extrémistes » ou de nature à « déstabiliser la situation ». Le 13 mars, une enquête pour trahison est ouverte à son sujet par le bureau du procureur général d'Ukraine (uk) tandis que la vice-Première ministre Iryna Verechtchouk compare son attitude complaisante à celle de Nelya Chtepa (en) autrefois. Ce même jour, le message suivant est diffusé par haut-parleur dans les rues de Melitopol : « L’administration civile de Melitopol interdit temporairement les rassemblements et les manifestations afin d'empêcher les violations de la loi et d’assurer l’ordre public. Un couvre feu est imposé de 18 h à 6 h du matin. ». Le lendemain, les militaires russes limitent effectivement la possibilité de manifester en barrant aux habitants l'accès à la place centrale de la ville.   
Le 16 mars, le maire de Melitopol Ivan Fedorov est libéré contre neuf soldats russes à l'occasion d'un échange de prisonniers.
Dans la nuit du 17 au 18 mars 2022, des tirs de missiles Totchka-U équipés d'ogives à fragmentation sont interceptés par la défense antiaérienne russe près de Melitopol. Selon le porte-parole du ministère russe de la Défense, Igor Konachenkov, l'origine de ces frappes est à situer dans la périphérie sud-est de Zaporijjia, sous contrôle ukrainien,.
Le 15 août 2022, des partisans ukrainiens endommagent un pont près de Melitopol, interrompant le trafic ferroviaire vers la Crimée. Le pont servait en outre au ravitaillement d'équipements militaires russes dans la région.
Dans la nuit du 5 au 6 mars 2023, un bombardement ukrainien vise deux bases militaires russes à Melitopol, annonce le maire de la ville Ivan Fedorov. Des centaines de soldats russes auraient été tués dans l'attaque, selon les informations initiales.